# Gula Mons
Il Gula Mons, o Monte Gula, è un vulcano, alto circa 3 000 m, situato sulla superficie di Venere nella parte occidentale dell'Eistla Regio.
La formazione deve il suo nome, regolato dall'Unione Astronomica Internazionale, a Gula, divinità accadica che simboleggiava la forza creatrice della madre terra.